# Бронепалубни крайцери тип „Сао Габриел“
Сао Габриел (на португалски: São Gabriel) са серия малки бронепалубни крайцери на Военноморските сили на Португалия от края на 19 век. Крайцерите са построени във Франция и са предназначени за колониална служба. Всичко от серията са построени два кораба: „Сао Габриел“ (на португалски: São Gabriel) и „Сао Рафаел“ (на португалски: São Rafael). Корабите са класифицирани като крайцери, но всъщност са мореходни канонерски лодки. През 1918 г. „Сао Габриел“ вече поддържа едва 15 възела скорост. „Сао Рафаел“ потъва в резултат на корабокрушение в устието на река Аве, Португалия на 21 октомври 1911 г.
Защитата на кораба е съставена от бронирана палуба дебела 20 mm за защита на машините и броня на стените на бойната рубка дебела 60 mm.